# Joan Fontcuberta

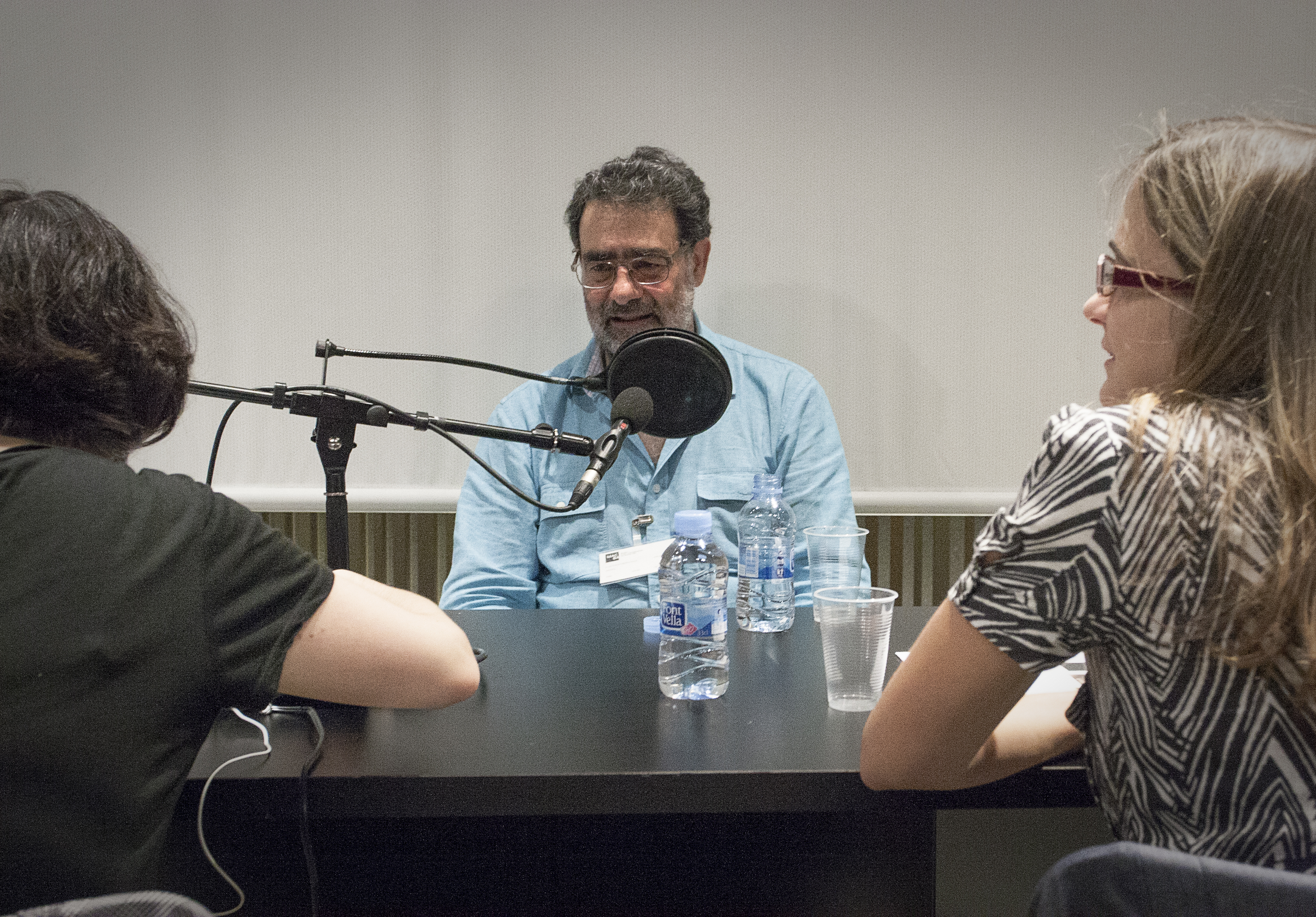
Joan Fontcuberta

Joan Fontcuberta i Villà (* 1955 in Barcelona, Spanien) ist ein katalanischer Künstler, Lehrer, Autor und Kurator, welcher sich auf Fotografie spezialisiert hat. Er erlangte besonders durch seine Arbeiten Fauna und Sputnik, in denen er die Wahrhaftigkeit der Fotografie kritisierte, Aufmerksamkeit.

## Biografie
1977 beendete er sein Studium der Kommunikationswissenschaften auf der UAB-Universitat Autònoma de Barcelona. Er begann, wie ein Großteil seiner Familie, im Bereich Werbung zu arbeiten. Zwischen 1979 und 1986 arbeitet er als Professor und unterrichtete auf der UB-Universidad de Barcelona. Danach verdiente er sein Geld mit seiner Kunst.
1980 war er Gründungsmitglied der englisch- und spanischsprachigen Zeitschrift PhotoVision und ist dort bis jetzt als Herausgeber tätig. Seit 1993 unterrichtet Joan Fontcuberta audiovisuelle Kommunikation auf der UPF-Universitat Pompeu Fabra in Barcelona. Zudem war er 2003 Gastprofessor auf der Harvard University.
Zudem arbeitete er 1996 als „Artistic Director“ auf dem Fotografie Festival Rencontres d’Arles in Frankreich. 2015 war er künstlerischer Leiter des Mois de la Photo à Montréal, dessen Programm er unter dem Motto La condition post-photographique entwickelte.
1988 wurde er mit der David-Octavius-Hill-Medaille der Fotografischen Akademie GDL ausgezeichnet (frühere Gesellschaft Deutscher Lichtbildner, heutige Deutsche Fotografische Akademie), verbunden mit dem Kunstpreis der Stadt Leinfelden-Echterdingen.
2013 erhielt er den Hasselblad Award der Hasselblad Foundation Göteborg.

## Werke

### Fotografie
- Herbarium (Ed. Gustavo Gili, Barcelona, 1984)[3]
- Fauna (European Photography, Gotinga, 1987)
- Història artificial (IVAM, Valencia, 1992)
- La fragua de Vulcano (Bilbao Bizkaia Kutxa, Bilbao, 1994)
- L’artista e la fotografia (Mazzotta, Milán, 1995)
- Wundergarten der Natur (Rupertinum Museum, Salzburgo, 1995)
- Sputnik (Fundación Arte y Tecnología, Madrid, 1997)
- Micromegas (Mide, Cuenca, 1999)
- Twilight Zones (Actar, Madrid, 2000)
- Securitas (Fundación Telefónica, Madrid, 2001)

### Essays
- Estética Fotográfica: una selección de textos (Ed. Blume, Barcelona, 1984)
- Fotografía: conceptos y procedimientos, (Ed. Gustavo Gili, Barcelona, 1990).
- El beso de Judas. Fotografía y Verdad (Ed. Gustavo Gili, Barcelona, 1997).
- Ciencia y fricción. Fotografía, naturaleza, artificio (Mestizo, Murcia, 1998).
- Historias de la fotografía española. Escritos 1977–2004. Jorge Ribalta (ed.) (Ed. Gustavo Gili, Barcelona, 2008)
- La cámara de Pandora: La fotografí@ después de la fotografía (Ed. Gustavo Gili, Barcelona, 2010).
  - Engl. Ausgabe: Pandora's Camera. Photogr@phy after Photography (Mack, London, 2014).

## Auszeichnungen
- 2013: Hasselblad Award[4]